# Vasco Pratolini
Vasco Pratolini (ur. 19 października 1913 we Florencji, zm. 12 stycznia 1991 w Rzymie) – włoski pisarz i scenarzysta filmowy.
Był jednym z głównych przedstawicieli neorealizmu.  Ważnym impulsem do rozwoju jego twórczości było spotkanie z pisarzem Eliem Vittorini. Zasłynął jako autor powieści, których akcja toczy się w robotniczych dzielnicach Florencji (m.in. Ulica ubogich kochanków z 1947 oraz Dziewczęta z Sanfrediano z 1953). Był też autorem trylogii Una storia italiana (Historia włoska, 1955-1966) ukazującej historię włoskiego ruchu robotniczego, składającej się z utworów Metello (1955), Lo scialo (1960) i Allegoria e derisione (1966). Ponadto pisał sztuki sceniczne, wiersze i scenariusze filmowe. Był aktywny również na polu przekładu literackiego.